# تاناوان
تاناوان (بالإنجليزية: City of Tanauan) هي مدينة في الفلبين، ومدينة كبيرة، تتبع باتانغاس، بلغ عدد سكانها 173٬366  نسمة، في 2015، تبلغ مساحتها 107٫16 كيلومتر مربع، رمزها البريدي هو 4232.

## الموقع
تشترك في الحدود مع:
- Talisay, Batangas [الإنجليزية]‏
- Balete, Batangas [الإنجليزية]‏
- Malvar [الإنجليزية]‏.

## أعلام
- سوتيرو لوريل
- جيد لوبيز
- سلفادور لوريل
- أبوليناريو مابيني
- خوسي لوريل